# 천주교 신성공소
천주교 신성공소(天主敎 新成公所)은 대한민국 전북특별자치도 정읍시 신월동에 있는 조선시대의 천주교 건물이다. 2002년 4월 6일 전북특별자치도의 문화재자료 제180호로 지정되었다.

## 참고 자료
- 천주교신성공소 - 국가유산청 국가유산포털